# 東 (澀谷區)
東（日语：／ Higashi */?）是東京都澀谷區的一個町。

## 地理
東位於東京都澀谷區東部。町域內大多是住宅地。附近有明治通。此地多教育機構。

## 歷史

### 地名由來
在昭和40年代實施住居表示前並不存在叫做「東」的町名，住居表示實施時常磐松町和冰川町合併形成「東」。新町名的命名一度引發兩町居民爭議，最後以該地位於「澀谷市街地的東側」和「惠比壽的東側」為由，將之命名為東。

## 交通
町域内沒有鐵道站，附近則是JR東日本山手線及東京地下鐵日比谷線惠比壽站。町域北部靠近澀谷站。

### 道路
- 東京都道416號古川橋二子玉川線（明治通、駒澤通） - 町域西側。
- 東京都道412號霞關澀谷線（六本木通） - 町域北邊。
- 富士見坂（南郭坂） - 東二丁目與東三丁目交界的西向下坡。

## 設施

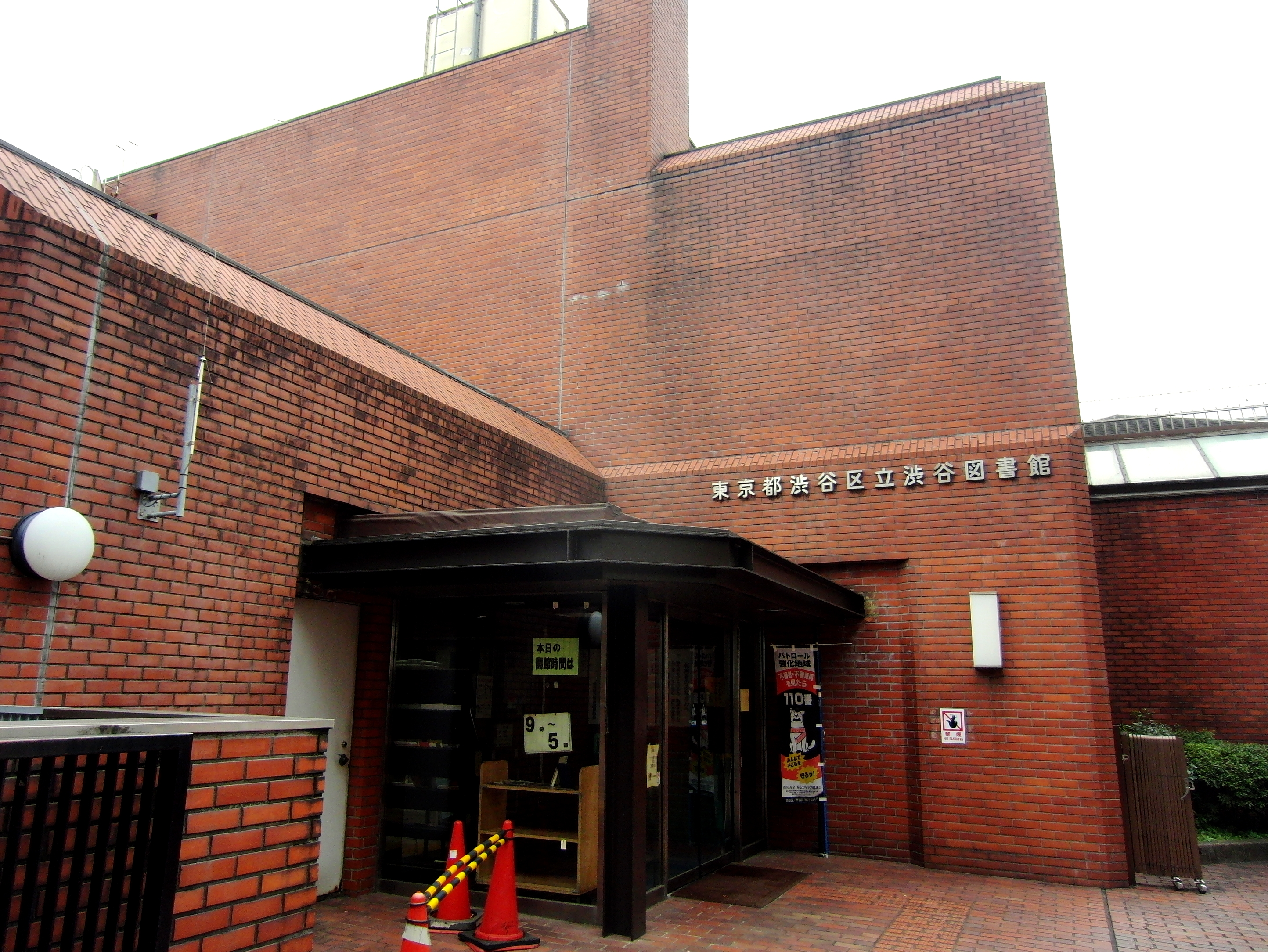
澀谷區立澀谷圖書館

- 常陸宮邸（常盤松御用邸）
- 澀谷冰川神社
- 國學院大學
- 實踐女子學園
- 澀谷清掃工場
- LIQUIDROOM
- 東京都立廣尾高等學校
- 土庫曼斯坦大使館
- 秘魯大使館
- 白根紀念澀谷區鄉土博物館
- 澀谷區立澀谷圖書館